# Сежа (Тульская область)
Сежа — поселок в городском округе город Тула Тульской области в составе Пролетарского территориального округа.

## География
Находится в центральной части Тульской области ну юго-восточной окраины города Тула.

## История
В 1859 году в окрестности Тулы было отмечено сельцо Сежа с 31 двором и 507 жителями, однако это сельцо находилось гораздо восточнее, на том месте, где ныне располагается садоводческое товарищество «Сежа».
На карте конца 1930-х годов здесь был отмечен безымянный совхоз. До 2014 года поселок входил в Шатское сельское поселение Ленинского района до их упразднения.

## Население
Постоянное население составляло 17 человек (русские 88 %) в 2002 году, 20 в 2010.